# Kokornak wielkolistny

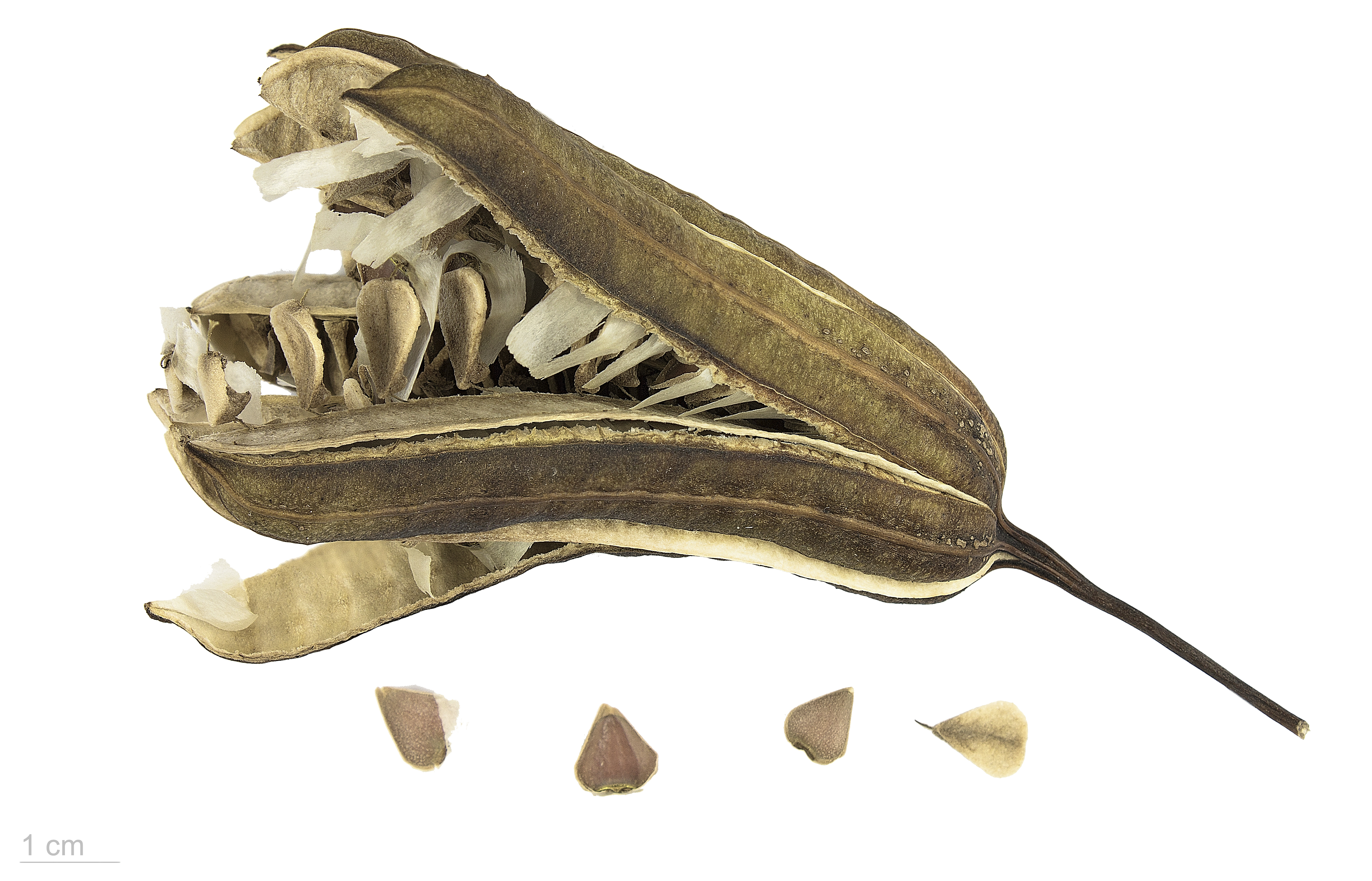
Owoc i nasiona

Kokornak wielkolistny (Aristolochia macrophylla Lam.), nazywany także ze względu na duże rozmiary „krzewem szlacheckim” – gatunek rośliny z rodziny kokornakowatych (Aristolochiaceae Juss.). Występuje naturalnie w Stanach Zjednoczonych. Ponadto został naturalizowany w innych regionach świata, między innymi w Kanadzie i Europie.

## Rozmieszczenie geograficzne
Rośnie naturalnie w Stanach Zjednoczonych, w stanach Pensylwania, Wirginia Zachodnia, Karolina Południowa, Tennessee, północnej części Georgii, wschodniej części Kentucky, zachodniej części Marylandu, zachodniej części Karoliny Północnej oraz zachodniej części Wirginii. Ponadto gatunek ten został naturalizowany w Niemczech, Szwecji, Norwegii, kanadyjskiej prowincji Ontario oraz w Stanach Zjednoczonych w stanach Connecticut, Massachusetts, New Jersey, Nowy Jork, Vermont i pozostałej części Marylandu.

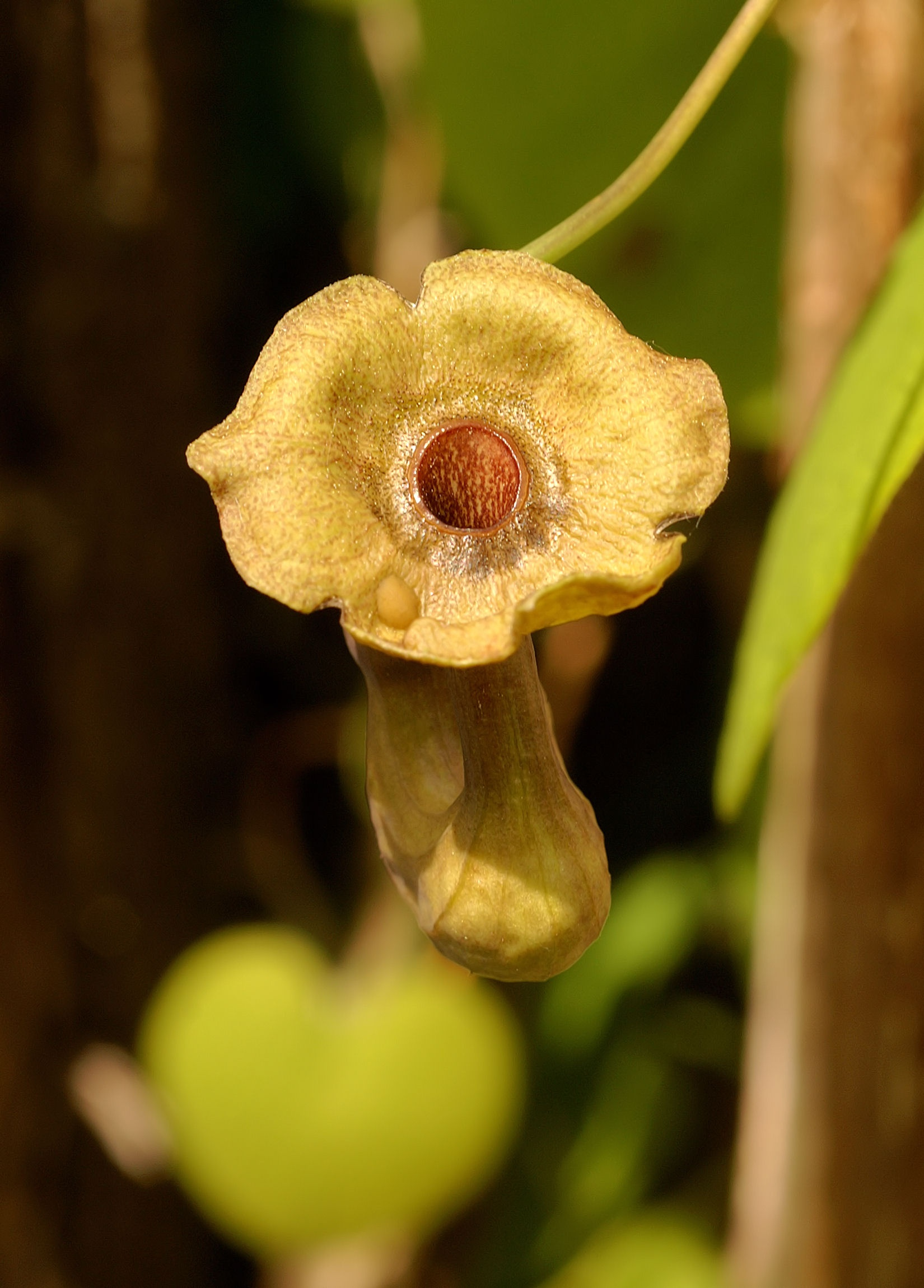
Kwiat

## Morfologia i biologia
PokrójRoślina pnąca o zdrewniałych i bezwłosych pędach. Dorasta do 20 m wysokości.
LiścieMają nerkowaty kształt. Mają 7–34 cm długości oraz 10–35 cm szerokości. Nasada liścia ma sercowaty kształt. Z tępym lub ostrym wierzchołkiem. Ogonek liściowy jest nagi i ma długość 4–6 cm.
KwiatyZygomorficzne, pojedyncze. Mają żółto-brunatną barwę. Dorastają do 10–13 mm długości i 3–5 mm średnicy. Mają kształt wygiętej tubki. Łagiewka jest kulista u podstawy. Wydzielają nieprzyjemny dla ludzi zapach wabiący muchy, które je zapylają.
OwoceTorebki o cylindrycznym lub jajowatym kształcie. Mają 6–8 cm długości i 4–10 cm szerokości. Pękają u podstawy.

## Biologia i ekologia
Rośnie w lasach i na skalistych zboczach. Występuje na wysokości do 1300 m n.p.m. Kwitnie od maja do lipca, natomiast owoce pojawiają się od sierpnia do października.

## Zastosowanie
Roślina ozdobna, pnącze nadające się do sadzenia w miejscach półcienistych lub cienistych. Możliwe do uprawy na obszarach o ciepłym klimacie strefy 10-12, może być jednak uprawiany również w Polsce. Wymaga przepuszczalnej, próchnicznej gleby oraz rusztowania dla podtrzymania jego cienkich pędów. Rozmnaża się z nasion wysiewanych wczesną wiosną oraz z sadzonek wyprodukowanych przez ogrodników. Rozrasta się bardzo szybko. Roślina idealna do miejskich warunków: do sadzenia przy ogrodach, altanach, pergolach (pędy rośliny owijają się wokół podpór). Roślina odporna na mróz, przed zimą jednak zaleca się zabezpieczyć ją przed mrozem poprzez obsypanie ziemią, liśćmi lub igliwiem dolnej części rośliny do ~25–30 cm.